# Тогай-Калач
Тога́й-Кала́ч (укр. Тогай-Калач, крымскотат. Toğay Qalaç, Тогъай Къалач) — исчезнувшее село в Черноморском районе Республики Крым, располагавшееся на востокее района, в степной части Крыма, в балке Старый Донузлав, примерно в 3 километрах юго-западнее современного села Хмелево.

### Динамика численности населения
| - 1806 год — 69 чел. - 1864 год — 7 чел. - 1889 год — 27 чел. - 1892 год — 36 чел. | - 1900 год — 56 чел. - 1915 год — 55/8 чел. - 1926 год — 19 чел. |

## История
Изначально деревня Калач состояла из двух частей, возможно, приходов-маале, что всегда отмечалось на военных картах, но в ревизских документах долго записывали, как одно поселение. Первое документальное упоминание села встречается в Камеральном Описании Крыма… 1784 года, судя по которому, в последний период Крымского ханства Ики-Колачь входил в Шейхелский кадылык Козловского каймаканства. После присоединения Крыма к России (8) 19 апреля 1783 года, (8) 19 февраля 1784 года, именным указом Екатерины II сенату, на территории бывшего Крымского ханства была образована Таврическая область и деревня была приписана к Евпаторийскому уезду. После павловских реформ, с 1796 по 1802 год входила в Акмечетский уезд Новороссийской губернии. По новому административному делению, после создания 8 (20) октября 1802 года Таврической губернии, Калач был включён в состав Яшпетской волости Евпаторийского уезда.
По Ведомости о волостях и селениях, в Евпаторийском уезде… от 19 апреля 1806 года, в деревне Калаш числилось 14 дворов и 69 жителей крымских татар. На военно-топографической карте генерал-майора Мухина 1817 года деревня Калаш обозначена с 20 дворами. После реформы волостного деления 1829 года Калач, согласно «Ведомости о казённых волостях Таврической губернии 1829 года» остался в составе Яшпетской волости. Затем, видимо, вследствие эмиграции крымских татар в Турцию, деревня заметно опустела и на 1836 года впервые обозначены две отдельные деревни, из которых Тогайлы-Калач имел 5 дворов, а на карте 1842 года — условным знаком «малая деревня», то есть, менее 5 дворов.
В 1860-х годах, после земской реформы Александра II, деревню приписали к Курман-Аджинской волости.
Согласно «Памятной книжке Таврической губернии за 1867 год», деревня Калач (вновь записана, как одна) была покинута, в результате эмиграции крымских татар, особенно массовой после Крымской войны 1853—1856 годов, в Турцию и стояла без новых поселенцев. В «Списке населённых мест Таврической губернии по сведениям 1864 года», составленном по результатам VIII ревизии 1864 года, просто Калач — владельческая деревня, с 2 дворами и 7 жителями при балке Донузлаве. На трехверстовой карте 1865—1876 года обозначен хутор Тогайлы-Калач с 1 двором.
В «Памятной книге Таврической губернии 1889 года», по результатам Х ревизии 1887 года, в деревне Тогай-Карач числилось 4 двора и 27 жителей. Согласно «…Памятной книжке Таврической губернии на 1892 год», в деревне Калач, входившей в Дениз-Байчинский участок, было 36 жителей в 9 домохозяйствах.
Земская реформа 1890-х годов в Евпаторийском уезде прошла после 1892 года, в результате Калач-Тогай приписали к Донузлавской волости.
По «…Памятной книжке Таврической губернии на 1900 год» в деревне числилось 56 жителей в 6 дворах. По Статистическому справочнику Таврической губернии. Ч.II-я. Статистический очерк, выпуск пятый Евпаторийский уезд, 1915 год, в селе Тогай-Калач Донузлавской волости Евпаторийского уезда числилось 12 дворов (все дворы с землёй) с татарскими жителями в количестве 55 человек приписного населения и 8 — «постороннего», из которых 38 мужчин и 25 женщин. Жители владели 145 десятинами удобной земли. В хозяйствах имелось 21 лошадь, 10 волов, 11 коров и 86 голов мелкого скота.
После установления в Крыму Советской власти, по постановлению Крымревкома от 8 января 1921 года № 206 «Об изменении административных границ» была упразднена волостная система и образован Евпаторийский уезд, в котором создан Ак-Мечетского района и село вошло в его состав, а в 1922 году уезды получили название округов. 11 октября 1923 года, согласно постановлению ВЦИК, в административное деление Крымской АССР были внесены изменения, в результате которых округа были отменены, Ак-Мечетский район упразднён и село вошло в состав Евпаторийского района. Согласно Списку населённых пунктов Крымской АССР по Всесоюзной переписи 17 декабря 1926 года, в селе Тогай-Калач, Ак-Коджинского сельсовета Евпаторийского района, числилось 4 двора, из них 3 крестьянских, население составляло 19 человек, все татары Согласно постановлению КрымЦИКа от 30 октября 1930 года «О реорганизации сети районов Крымской АССР», был восстановлен Ак-Мечетский район (по другим данным 15 сентября 1931 года) и село вновь включили в его состав. Село, как Калач-Тогай, обозначено на километровой карте Генштаба Красной армии 1941 года и на двухкилометровке РККА 1942 года. В дальнейшем в доступных источниках не встречается.